# Teufelskanzel (Brocken)

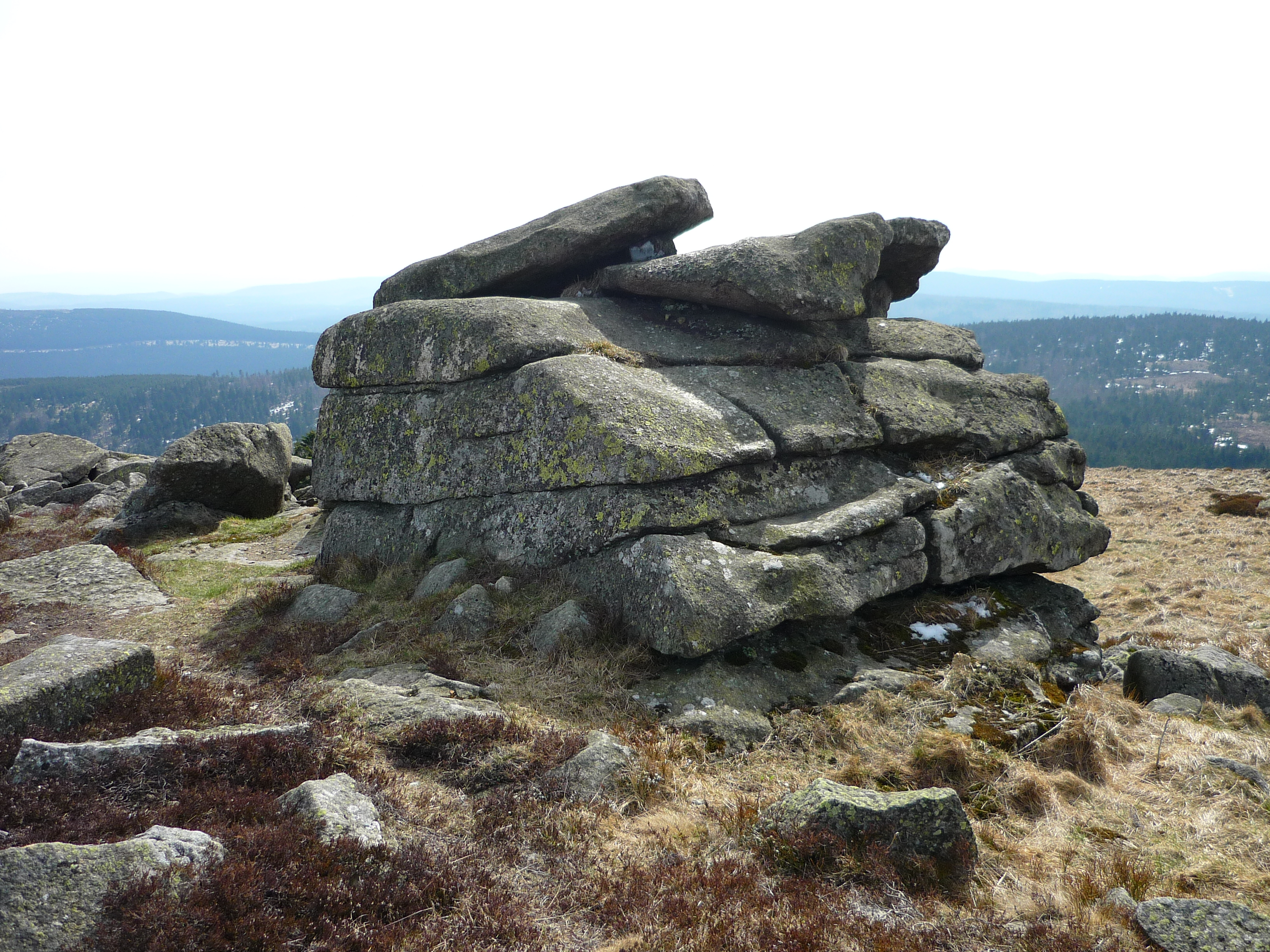
Teufelskanzel auf dem Brocken (2015)

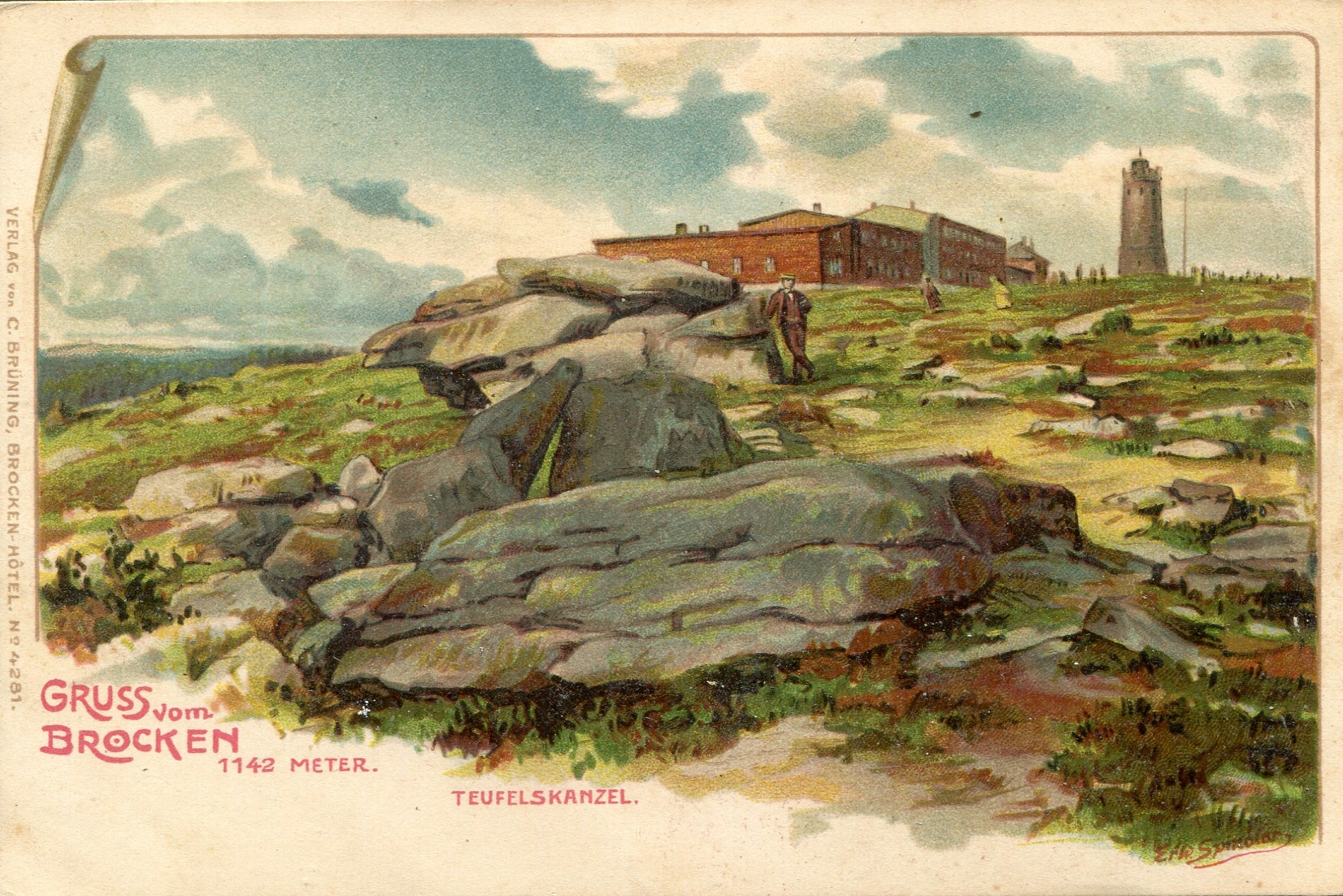
Postkarte aus der Zeit vor 1926

Die Teufelskanzel ist eine Felsformation im Harz in Sachsen-Anhalt.

## Geografie
Die Teufelskanzel gehört zu den Harzklippen und befindet sich auf der Kuppe des Brockens. Politisch liegt diese Felsformation auf dem Gemeindegebiet der Stadt Wernigerode im Landkreis Harz in Sachsen-Anhalt.
Die Teufelskanzel besteht aus Granit. Sie liegt unmittelbar in der streng geschützten Kernzone des Nationalparks Harz und ist daher heutzutage, da nicht durch Wege erschlossen, nicht mehr öffentlich zugänglich. Sie ist aber von der Brockenkuppe aus im Landschaftsbild deutlich zu erkennen.
Unmittelbar neben der Teufelskanzel befindet sich der Hexenaltar, eine ähnliche Felsformation, um die sich ebenfalls mehrere Brockensagen ranken. Daneben gab es das Hexenwaschbecken, das sich in der Nähe der Brockenuhr befand.

## Geschichte
Die Benennung von Teufelskanzel und Hexenaltar sind jüngeren Datum und finden sich im ausgehenden 17. Jahrhundert mit zunehmend einsetzendem Fremdenverkehr auf dem Brocken. Beide werden mit den Sagen um die Walpurgisnacht vom 30. April zum 1. Mai in Zusammenhang gebracht.
Aufgrund ihres eigenartigen Aussehens und ihrer Lage am Fußweg auf den Brocken war die Teufelskanzel einst ein überaus beliebtes Ausflugsziel für viele Brockenwanderer, die die Felsformation erkletterten. Sie wurde häufig als Postkarten- und Fotomotiv genutzt.
Um die Teufelskanzel rankt sich u. a. die Sage von dem dort den Gästen des Brockens vorpredigenden Teufels. Noch im 18. Jahrhundert war man der Ansicht, dass auf der Teufelskanzel einst ein Götzenbild errichtet worden ist.
Goethes Begleiter Georg Melchior Kraus zeichnete während des Brockenbesuchs auch Teufelskanzel und Hexenaltar und Goethe bemerkt in seinem am 9. September 1830 in Weimar verfassten Rückblick auf den Besuch des Brockens im Winter 1777 ausdrücklich, dass er neben der Teufelskanzel stand.